# Рейчъл Грифитс
Рейчъл Ан Грифитс (на английски: Rachel Anne Griffiths) е австралийска актриса и режисьорка.

## Биография
Грифитс е родена в Мелбърн, Австралия на 18 декември 1968 г.

### Кариера
Най-известна е с ролите си на Бренда Ченоуит в „Два метра под земята ООД“ и Сара Уокър в „Братя и сестри“.
През 1999 година е номинирана за „Оскар за най-добра поддържаща женска роля“ за участието ѝ в „Хилъри и Джаки“. През 2001 г. печели награда „Златен глобус“ за най-добра поддържаща женска роля в сериали, минисериали или телевизионни филми за участието ѝ в „Два метра под земята ООД“, като има и още 3 номинации през 2003, 2008, 2009 г. 4 пъти е номинирана и за награда „Еми“ през 2002, 2003, 2007, 2008 г.

### Личен живот
На 31 декември 2002 г. Грифитс се омъжва за австралийския художник Андрю Тейлър в Мелбърн. През 2003 г. им се ражда син на име Банджо, а през 2005 – дъщеря на име Аделейд. През 2009 г. се ражда вторият им син в Лос Анджелис, когото наричат Клем.

## Избрана филмография

### Кино
| година | филм                        | оригинално заглавие | роля            | режисьор        |
| ------ | --------------------------- | ------------------- | --------------- | --------------- |
| 2003   | Бандата на Кели             | Ned Kelly           | Сюзън Скот      | Грегър Джордан  |
| 2006   | В ритъма на танца           | Step Up             | Директор Гордън | Ан Флечър       |
| 2013   | Спасяването на мистър Банкс | Saving Mr. Banks    | Ели             | Джон Лий Ханкок |
| 2016   | Възражение по съвест        | Hacksaw Ridge       | Берта Дос       | Мел Гибсън      |

### Телевизия
| година  | филм                     | оригинално заглавие | роля           | бележки                            |
| ------- | ------------------------ | ------------------- | -------------- | ---------------------------------- |
| 2001-05 | Два метра под земята ООД | Six Feet Under      | Бренда Ченоуит | Главна роля, 5 сезона, 60 епизода  |
| 2006-11 | Братя и сестри           | Brothers & Sisters  | Сара Уокър     | Главна роля, 5 сезона, 109 епизода |